# Слизнево (Красноярский край)
Сли́знево — посёлок в городском округе город Дивногорск Красноярского края России.

## География
Поселок расположен среди северо-западных отрогов Восточного Саяна, на правом берегу Енисея, в распадках рек Большая и Малая Слизнева. Река Большая Слизнева является западной границей заповедника Столбы. На юго-востоке посёлка в шестистах метрах от него находится кордон «Нижне-Слизнево».

## История
Посёлок возник в конце XVII века в устье реки Большая Слизнева (в документах того времени — «Слижнева»; в воспоминаниях Виктора Астафьева до 1932 года фигурирует как «Селезнёва») как заимка атамана Ивана Злобина, активного участника Красноярской шатости, внука атамана Дементия Злобина, принимавшего участие в строительстве Красноярского острога. На его усадьбе находилась мельница, зерно для которой поставляли пашенные крестьяне деревни Овсянки. Это было довольно крупное хозяйство, включало избу на подклете, амбар, баню, мельницу, два коня, кобылу, четыре коровы, две тёлки, две свиньи. Рабочую силу составляли новокрещеные холопы — «калмык Андрюшка и девки 10, 15 лет». Впоследствии хутор вместе с мельницей Злобиными был заброшен. Тем не менее спустя двести лет на том же самом месте пришлым мужиком Павлом (родным дедом писателя Виктора Астафьева) вновь была построена новая мельница.

## Население
| 2010 |
| ---- |
| 401  |

Гендерный состав
По данным Всероссийской переписи населения 2010 года, в посёлке проживали 177 мужчин (44,1 %) и 224 женщины (55,9 %).

## Транспорт
Железнодорожное сообщение
- Пригородные электропоезда до Красноярска и Дивногорска.
  - Дивногорск — Красноярск (железнодорожный вокзал)
  - Дивногорск — Красноярск (ст. Бугач)
  - Дивногорск — Красноярск (ст. Красноярск-Северный)
  - Дивногорск — Минино

Остановочный пункт «Слизнево» на железнодорожной ветке Енисей — Дивногорск.
Автобусное сообщение
с Дивногорском, Красноярском и близлежащими посёлками.
- Автобус:
  - № 102 Дивногорск (ДЗНВА) — Слизнево
  - № 109 Дивногорск (пл. Строителей) — Красноярск (ст. Енисей)
- Маршрутное такси:
  - № 106 Дивногорск (пл. Строителей) — Красноярск (Предмостная пл.)
  - № 146 Дивногорск (пл. Строителей) — Красноярск (Междугородный автовокзал)

Остановка «пос. Слизнево» на 24 км автодороги Р257 «Енисей».

## Инфраструктура
В посёлке функционируют: фельдшерско-акушерский пункт, сельский дом культуры, ресторанный комплекс «Маяк», гостиница «Алсей», конный клуб «Добрый конь».

## Улицы
Уличная сеть посёлка состоит из 6 улиц.

## Достопримечательности
- Смотровая площадка «Царь-рыба»

Главной достопримечательностью посёлка является смотровая площадка, расположенная на Слизневском утёсе, на 23-м км автодороги Р257. С площадки открывается вид на Енисей и близлежащие окрестности. Посвящено это место одноимённому произведению писателя Виктора Астафьева «Царь-рыба». На площадке установлен памятник в виде четырёхметрового кованного осетра, рвущего сеть, и раскрытую книгу перед ними.
- Слизневский обвал

Представляет собой оползень с каменистой россыпью и наружными фрагментами свода пещеры. Обвал карстовой полости произошёл в 1946 году, полностью засыпал небольшое ущелье с протекающим по нему ручьём и достиг дна долины реки Малая Слизнева. Ручей, бежавший по дну лога, выбивается из-под камней в нижней части обвала в виде родника. Обвал расположен в 3 км от устья реки Малая Слизнева (река Енисей), добраться до него можно пешком по экотропе (около 800 м) начинающейся в конце улицы Малая Слизнева. Памятник природы регионального значения номер 2410030.

## Галерея
| - Р. Большая Слизнева около автодороги «Енисей» - Гостиница «Алсей» - Ресторан «Маяк» - Пешеходный мост над р. Малая Слизнева около ресторана «Маяк» - Платформа остановочного пункта «Слизнево» - АЗС «25 часов» (24-й км трассы «Енисей») - Фельдшерско-акушерский пункт - Библиотека и сельский ДК - Частный дом на берегу р. Большая Слизнева - Кордон «Нижне-Слизнево» (заповедник «Столбы») - Памятник «Царь-рыба» на смотровой площадке - Слизневский провал (общий вид) |